# Sörabysjön
Sörabysjön är en sjö belägen vid samhället Rottne i Växjö kommun i Småland och ingår i Mörrumsåns huvudavrinningsområde. Sjön är 3,7 meter djup, har en yta på 2,67 kvadratkilometer och befinner sig 173 meter över havet. Sjön avvattnas av vattendraget Mörrumsån (Åbyån). Vid provfiske har bland annat abborre, braxen, gädda och lake fångats i sjön. Sjön som förr var kraftigt förorenad är förbunden med sjöarna Övrasjö och Öjaren via Mörrumsån. Vid sjöns västra strand ligger Norraby Herrgård.

## Delavrinningsområde
Sörabysjön ingår i delavrinningsområde (632347-144466) som SMHI kallar för Utloppet av Sörabysjön. Medelhöjden är 180 meter över havet och ytan är 10,63 kvadratkilometer. Räknas de 26 avrinningsområdena uppströms in blir den ackumulerade arean 602,28 kvadratkilometer. Avrinningsområdets utflöde Mörrumsån (Åbyån) mynnar i havet. Avrinningsområdet består mestadels av skog (39 %) och jordbruk (13 %). Avrinningsområdet har 2,66 kvadratkilometer vattenytor vilket ger det en sjöprocent på 25 %. Bebyggelsen i området täcker en yta av 1,62 kvadratkilometer eller 15 % av avrinningsområdet.

## Fisk
Vid provfiske har följande fisk fångats i sjön:
- Abborre
- Braxen
- Gädda
- Lake
- Mört
- Siklöja